# 非戦闘地域
非戦闘地域（ひせんとうちいき）とは、一般的には「直接武力攻撃を受けない地域」を意味する。日本は憲法で戦争を放棄しているため、自衛隊は各法令を根拠に「非戦闘地域でしか行動できない」と定義され、ここで人道的支援、または戦闘中の他国の軍の後方支援などを行っている。

## 自衛隊の非戦闘地域
日本には日本国憲法第9条で定められている戦争の放棄に関する条項がある。しかし実質的に戦闘能力のある自衛隊を海外に派遣し、かつ他国の軍隊と共に活動することは戦争に加担することではないか意見が分かれるところである。そこで法律により自衛隊の活動は非戦闘地域に限定すると定義した。

### 非戦闘地域の定義
非戦闘地域の考え方は、重要影響事態法中の「後方地域」の定義のなかで示され、自衛隊インド洋派遣のテロ特措法、自衛隊イラク派遣のイラク特措法にも引き継がれたもので、次の定義によるものである。
「現に戦闘行為（国際的な武力紛争の一環として行われる人を殺傷し又は物を破壊する行為をいう。以下同じ。）が行われておらず、かつ、そこで実施される活動の期間を通じて戦闘行為が行われることがないと認められる」地域
国際的な武力紛争とは
「国または国に準ずる組織の間において生ずる一国の国内問題にとどまらない武力を用いた争い」（平成15年6月26日衆議院特別委員会石破茂防衛庁長官の答弁）

#### 戦闘行為の判断
戦闘行為か否かの判断については、石破茂防衛庁長官（当時）が答弁（平成15年7月2日衆院特別委）のなかで以下のように説明している。
- 戦闘行為の判断基準

「当該行為の実態に応じ、国際性、計画性、組織性、継続性などの観点から個別具体的に判断をすべきもの」
- 戦闘行為に当たらないもの

「国内治安問題にとどまるテロ行為、あるいは散発的な発砲や小規模な襲撃などのような、組織性、計画性、継続性が明らかではない、偶発的なものと認められる、それらが全体として国または国に準ずる組織の意思に基づいて遂行されていると認められないようなもの」
- 国または国に準ずる組織とは

「フセイン政権の再興を目指し米英軍に抵抗活動を続けるフセイン政権の残党というものがあれば、これは該当することがある」
「フセイン政権の残党であったとしても、日々の生活の糧を得るために略奪行為を行っている、こういうものは該当しないと評価すべき」

### 問題点
- 後方支援は「戦闘地域」に含まれる可能性があるという指摘もあり、論議が続いている。
- 活動の期間を通じて（つまり将来に渡って）戦闘行為が行われないとする認定の難しさ。
- その他イラク特措法#問題点を参照。

### 政府の見解
小泉純一郎首相は2004年11月、国会の党首討論において非戦闘地域の定義を聞かれ、「法律上は、自衛隊の活動している所は非戦闘地域」と答え、これがイラク特措法の趣旨であると説明した。